# Campagne de Manassas
Batailles
Campagne de Manassas
- 1er Fairfax Court House
- Arlington Mills
- Vienna
- Hoke's Run
- Blackburn's Ford
- 1er Bull Run

La campagne de Manassas regroupe les manœuvres militaires et les combats qui se déroulèrent aux mois de juin et de juillet 1861 sur le théâtre oriental de la guerre de Sécession. Elle marque le début des engagements à grande échelle entre les belligérants. Elle se conclut par la défaite des troupes de l'Union qui doivent reculer jusqu'à Washington.

## Contexte
Dans le nord de leur fief de Virginie, les forces confédérées avaient, dans les premiers mois de la guerre de Sécession, deux armées sur le pied de guerre. Le brigadier-général Pierre Gustave Toutant de Beauregard avait été nommé à la tête de l'armée confédérée du Potomac qui occupait le nord-est de l'État et y protégeait le nœud ferroviaire de Manassas Junction ; le général Joseph E. Johnston commandait l'armée de la Shenandoah campée à proximité d'Harpers Ferry, dans la vallée de Shenandoah. La ligne de chemin de fer du Manassas Gap Railroad reliait ces deux forces et permettait de transférer rapidement des unités d'une armée à l'autre. Pendant les mois de juin et de juillet 1861, Beauregard avait proposé au président confédéré Jefferson Davis une variété d'options offensives contre le Maryland, impliquant différents corps d'armée présents en Virginie, mais Davis les avait toutes rejetées, considérant que la Confédération ne disposait pas des ressources suffisantes pour soutenir de pareilles opérations.
Après l'occupation d'Alexandria par l'Union, les troupes nordistes présentes en Virginie furent organisées en un Department of Northeastern Virginia (département de Virginie du nord-est), confié au brigadier-général Irvin McDowell, qui reçut l'ordre d'avancer sur la capitale fédérale, Richmond. Dans le même temps, Robert Patterson se voyait confier le Department of Pennsylvania et recevait l'ordre de retenir les forces de Johnston dans le nord de la Vallée de Shenandoah, afin de les empêcher de porter secours à Beauregard,. Patterson pénétra dans la vallée au début du mois de juin, forçant les Confédérés à évacuer Harpers Ferry le 17 juin. Johnston se replia sur Winchester, où il reçut le renfort d'unités appartenant à la home guard et à la milice locale, ce qui fit penser à Patterson que ses troupes étaient inférieures en nombre. Il avait par ailleurs des difficultés de ravitaillement avec ses bases arrière de Pennsylvanie et ses hommes, qui avaient été enrôlés pour trois mois, arrivaient au terme de leur engagement et refusaient de rester plus longtemps. Enfin, le général en chef des forces de l'Union, Winfield Scott, insistait pour qu'il dépêche ses unités régulières à McDowell.
Durant les mois de juin et de juillet, les nordistes de McDowell et les rebelles de Beauregard se livrèrent quelques escarmouches dans le nord-est de la Virginie, pendant que le gouvernement de l'Union et le haut commandement hésitaient sur la stratégie que devait adopter McDowell. Scott souhaitait faire porter l'effort de l'Union sur la vallée du Mississippi, McDowell estimait qu'il n'était pas prêt à affronter Beauregard. Finalement, le 17 juillet, sous la pression de la presse nordiste et à la demande du président Abraham Lincoln, McDowell lança une offensive sur Manassas Junction,. Le jour suivant, Johnston reçut l'ordre de commencer à transférer des unités vers Manassas Junction pour renforcer Beauregard ; embarquées sur les trains empruntant le chemin de fer du Manassas Gap Railroad, elles arrivèrent sur place le 20 et le 21 juillet 1861.

## Combats

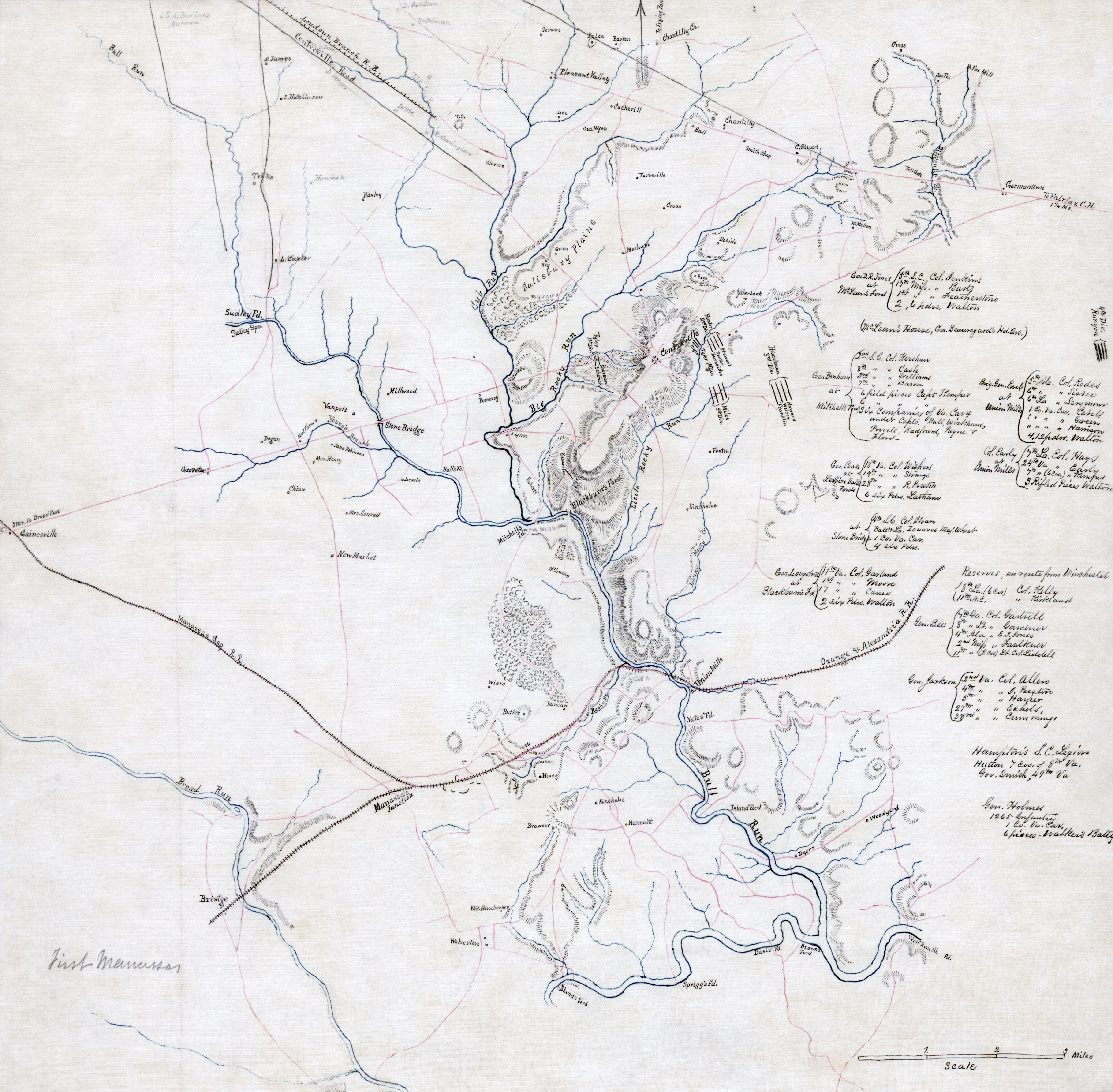
Carte confédérée de la première bataille de Manassas (première bataille de Bull Run pour l'Union).

### Hoke's Run
Après que les Confédérés eurent abandonné Harpers Ferry le 15 juin, Johnston avait envoyé la brigade du brigadier-général Thomas J. Jackson établir un camp à proximité de la localité de Martinsburg, afin de l'avertir de l'avancée de l'Union et de retarder les mouvements de Patterson. Le 2 juillet, Patterson franchit le Potomac et s'avança vers les positions de Jackson. Débordés par le nombre, les hommes de ce dernier se replièrent en bon ordre, laissant le temps à leur train d'équipage de s'échapper, avant de rejoindre le gros de l'armée de Johnston,.

### Blackburn's Ford
Les Nordistes de McDowell arrivèrent à Centreville au matin du 18 juillet, avec à leur tête la brigade du brigadier-général David Tyler. Alors qu'il avait reçu l'ordre de pousser une reconnaissance sur les positions rebelles dans les environs de Blackburn's Ford sans engager le combat, Tyler lança à l'attaque les hommes du colonel Israël B. Richardson, qui furent repoussés par les brigades confédérées de James Longstreet et Jubal Early. Le combat se termina après la nuit tombée par un duel d'artillerie, et Tyler décida de se retirer vers Centreville.

### Premier Bull Run (Manassas)
À la suite de la défaite de Tyler, McDowell décida de tenter une attaque sur l'aile gauche des Confédérés. À l'aube du 21 juillet, une division de l'Union fit diversion sur l'aile gauche confédérée à Stone Bridge tandis que deux autres attaquaient le centre et l'aile droite des rebelles. Pendant ce temps, deux divisions contournaient leur aile gauche pour les prendre à revers. Mais les troupes opérant ce mouvement furent repérées ; des renforts confédérés furent envoyés en toute hâte vers Matthew's Hill mais ils furent repoussés jusqu'à Henry House Hill. La ligne confédérée se reconstitua le long de cette colline, à l'aide d'unités provenant de l'armée de Johnston, et les Sudistes y soutinrent les attaques répétées des troupes de l'Union tout l'après-midi. En fin de journée, une contre-attaque confédérée sur l'aile gauche de l'Union mit l'armée de McDowell en déroute et força les Nordistes à se replier jusque sous les murs de Washington.

## Conséquences
Davis arriva sur le champ de bataille de Manassas peu après la fin des combats. Il chercha à organiser la poursuite de l'armée ennemie, mais il ne put que constater la désorganisation des forces sudistes et leur incapacité à engager la poursuite. La recherche des responsabilités concernant cette occasion manquée mit en évidence des désaccords entre Davis et Beauregard et ce dernier fut transféré sur le théâtre occidental de la guerre de Sécession,. Au mois d'octobre 1861, les armées de Johnston et de Beauregard furent réunies pour constituer le Department of Northern Virginia, dont les forces armées conservèrent le nom d'armée du Potomac.
Après la première bataille de Bull Run (première bataille de Manassas pour l'Union), McDowell se retira dans Centreville et organisa une arrière-garde. Lors d'une réunion d'état-major tenue après la tombée du soir, une majorité d'officiers préconisa une retraite, qui commença la nuit-même. Au mois d'août, le Department of Northeastern Virginia fut réuni à d'autres départements du Maryland pour former le Department of the Potomac, qui fut confié à George B. McClellan. McDowell fut rétrogradé et se vit confier le commandement d'une division. Patterson, accusé d'avoir permis à Johnston de venir au secours de Beauregard, fut également démis de ses fonctions.

## Sources
- (en) William C. Davis, Battle at Bull Run : A History of the First Major Campaign of the Civil War, Garden City, New York, Doubleday & Company, Inc., 1977, 298 p. (ISBN 978-0-385122-61-0, présentation en ligne)
- (en) David Detzer, Donnybrook: The Battle of Bull Run, 1861, New York, Harcourt, 2004, 490 p. (ISBN 0-15-100889-2)
- (en) Gary Gimbel, « The End of Innocence : The Battle of Falling Waters », Blue & Gray, vol. XXII, no 4,‎ automne 2005
- (en) Bradley G. Gottfried, The Maps of First Bull Run : An Atlas of the First Bull Run (Manassas) Campaign, including the Battle of Ball's Bluff, June - October 1861, New York, Savas Beatie, coll. « American Battle Series », 2009, 144 p. (ISBN 978-1-932714-60-9, présentation en ligne)
- (en) William G. Robertson, « First Manassas, Virginia (VA005), Prince William County, July 21, 1861 », dans Frances H. Kennedy, The Civil War Battlefield Guide, Houghton Mifflin Company, 1998, 2e éd. (ISBN 0-395-74012-6, lire en ligne), p. 11-15